# Pseudohyophila
Pseudohyophila là một chi rêu trong họ Dicranaceae.